# Dibā
Dibā (arabo: دبا الحصن), nota anche come Dībā al-Ḥiṣn e traslitterata come Dībā, Dibbah, Dibah o Dabā, è un'exclave dell'Emirato di Sharja situato sulla costa orientale (golfo di Oman) della penisola di Musandam, a sua volta parte della più grande penisola arabica. È situata sulla baia di Dibā ed è circondata da monti. Il centro e i suoi dintorni appartengono a due Paesi diversi: l'area del vecchio porto e i territori immediatamente a sud (gli emirati di Sharja e di Fujaira) appartengono agli Emirati Arabi Uniti, mentre il territorio a nord della baia appartiene al Sultanato di Oman.
Importante porto dell'Arabia pre-islamica, Dibā era tradizionalmente rinomata come centro di esportazione del rame estratto nell'interno dell'Oman. Era un centro prosperoso all'epoca dell'emergenza dell'Islam e fu una delle più importanti roccaforti di resistenza alla nuova religione nella penisola arabica. Venne rasa al suolo dai musulmani nel VII secolo. Nel XIX secolo il capo pirata Qawāsim Sulṭān ibn Ṣaqr fece della cittadina un territorio feudale per uno dei suoi figli; i suoi discendenti, in diversi periodi, si dichiararono sceicchi indipendenti.
Attualmente un piccolo villaggio di pescatori con palmeti e orti adiacenti, Dibā ha una fornitura di elettricità centralizzata e un piccolo ospedale. Strade e sentieri la collegano con gli insediamenti costieri a sud e con l'emirato di Ras al-Khaima, attraverso la penisola di Musandam. La popolazione, secondo le ultime stime, si aggira sulle 1010 unità.